# Distrito electoral federal 8 de Sinaloa
El VIII Distrito Electoral Federal de Sinaloa fue uno de los 300 distritos electorales en los que se encuentra dividido el territorio de México y uno de los 8 en los que se dividía el estado de Sinaloa. Su cabecera fue la ciudad de Mazatlán, Sinaloa.
Estaba formado por el sector sur del Municipio de Mazatlán.
El distrito fue suprimido en 2017 y actualmente forma parte del distrito 6.

## Diputados por el distrito
- LI Legislatura
  - (1979 - 1982): María del Rosario Hernández Barrón (PRI)
- LII Legislatura
  - (1982 - 1988): Saúl Ríos Beltrán (PRI)
- LIV Legislatura
  - (1988 - 1991): Alfonso Sánchez López
- LV Legislatura
  - (1991 - 1994): Eduardo Cristerna González (PRI)
- LVI Legislatura
  - (1994 - 1997): José Feliciano García Peraza (PRI)
- LVII Legislatura
  - (1997 - 2000): Víctor Armando Galván Gazcón (PRD)
- LVIII Legislatura
  - (2000 - 2003): Víctor Antonio García Dávila (PT)
- LIX Legislatura
  - (2003 - 2006): José Evaristo Corrales (PAN)
- LX Legislatura
  - (2006 - 2009): Carlos Felton González (PAN)
- LXI Legislatura
  - (2009 - 2012): Miguel Ángel García Granados (PRI)
- LXII Legislatura
  - (2012 - 2015): Martín Alonso Heredia Lizárraga
- LXIII Legislatura
  - (2015 - 2016): Quirino Ordaz Coppel
  - (2016 - 2018): José de Jesús Galindo Rosas
- LXIV Legislatura
  - (2018 - 2021):
- LXV Legislatura
  - (2021 - 2024):

## Candidatos y Coaliciones
|  | Partido Acción Nacional                        |  | Dinorah Liliana Arias Estrada   |
|  | Partido Revolucionario Institucional           |  | Miguel Ángel García Granados    |
|  | Partido de la Revolución Democrática           |  | Rodrigo Lucas Lizárraga         |
|  | Coalición Salvemos a México (PT, Convergencia) |  | Víctor Antonio García Dávila    |
|  | Partido Verde Ecologista de México             |  | José Guadalupe Morales Carrillo |
|  | Partido Nueva Alianza                          |  | Guadalupe Irene Ramírez Caro    |
|  | Partido Socialdemócrata                        |  | Jorge Alberto Rodríguez Pasos   |

|  | Partido Acción Nacional                                                                   |  | Martín Alonso Heredia Lizárraga |
|  | Partido Revolucionario Institucional                                                      |  | Irma Leticia Tirado Sandoval    |
|  | Coalición Movimiento Progresista (Partido de la Revolución Democrática, PT, Convergencia) |  | Dino Durán Ibarra               |
|  | Partido Verde Ecologista de México                                                        |  | Eduardo Martínez López          |
|  | Partido Nueva Alianza                                                                     |  | Anabel Pérez Luna               |